# Antonio Rojas
Antonio Rojas (27 maart 1984) is een Paraguayaanse voetballer, die speelt voor IK Wormo als middenvelder. 

## Carrière
Antonio Rojas startte zijn carrière bij de Paraguayaanse club Club Cerro Porteño. Hierna ging hij samen met zijn neef Tim Rojas spelen bij Helsingør IF. Daarna bracht hij een korte periode door bij Hellerup IK voordat hij naar Zweden trok en tekende bij Lunds BK. OOk hier bleef hij maar voor een korte periode en na 1 seizoen en tekende bij Ängelholms FF. Dat jaar promoveerde de club naar de Superettan, de tweede hoogste afdeling. In de zomer van 2010 kreeg hij een knieblessure waardoor hij gedwongen werd de rest van het seizoen te missen. 
Rojas keerde terug van de  blessure voor het seizoen 2011, waar hij het team hielp de derde plaats te bereiken, wat een promotie play-off betekende voor Allsvenskan tegen Syrianska FC uit de Allsvenskan. Een blessure heeft hem helaas verhinderd om deel te nemen aan de wedstrijden. Ängelholm won de eerste wedstrijd met 2-1, maar Syrianska won de terugmatching met 3-1 en bleef in de Allsvenskan. Halmstads BK liet half-time weten dat ze Antonio Rojas hadden overgehaald om bij het te tekenen. 
In 2011 vestigde hij zich als een belangrijke spelmaker op het middenveld en een penaltynemer. Toen Rojas tekende voor Halmstads BK, verklaarde hij dat hij in 2013 of 2014 zou spelen in Allsvenskan met Halmstad. In zijn eerste seizoen met de club miste Halmstad de bovenste twee automatische promotieposities en eindigde hij op de derde plaats wat opnieuw een promotie-playoff betekende. Door hun 6-4 totale overwinning tegen GIF Sundsvall konden ze terugkeren naar de Allsvenskan. 